# Вымно (озеро, Городокский район)
Вы́мно (бел. Вы́мна) — озеро в Городокском районе Витебской области Беларуси. Относится к бассейну реки Лужесянка. Также известно под названием Вымно Спортивное.

## Географическое положение
Озеро расположено в 20 км на восток от города Городок, неподалёку от деревни Новка Стодолищенского сельсовета. Другие близлежащие населённые пункты — деревни Ходорово, Стырики и Хоботы́.

## Описание
Площадь поверхности озера составляет 7,24 км², длина — 9,2 км, наибольшая ширина — 1,4 км, длина береговой линии — 22,6 км. Объём воды в озере — 31,46 млн м³. Площадь водосборного бассейна — 106 км².
Береговая линия извилистая. Берега высокие и крутые, поросшие кустарником.
Котловина озера ложбинного типа, вытянута с юго-запада на северо-восток. Склоны крутые, высотой 10—12 м, покрытые лесом. На северо-востоке и юго-западе склоны низкие, заболоченные.
Наибольшая глубина 7,8 м, средняя — 4,4 м. Глубины до 2 м занимают 14 %, до 5 м — 51 % площади озера. Дно плоское, литораль узкая, песчаная. С глубины 1,5—2 м дно устлано глинистым илом, с 5 м — сапропелем.
На озере расположены семь островов общей площадью 8,7 га. Самый крупный из них носит название Большой.
Минерализация воды достигает 190 мг/л, прозрачность — до 1 м. Озеро эвтрофное, слабопроточное. Соединено протоками с озёрами Вослепно и Арлейко, в половодье ручьём с озером Захбейка. Из Вымно вытекает река Лужесянка.

## Растительный и животный мир
Надводная растительность образует полосу 15—20 м вдоль берега озера и островов (преобладают камыш и тростник). Ширина полосы подводной растительности составляет 150—200 м. В озере зафиксировано 58 видов фитопланктона, 17 видов планктона и 25 видов зообентоса. Неподалёку от водоёма встречается купальница европейская, занесённая в Красную книгу Республики Беларусь.
В озере обитают лещ, щука, окунь, плотва, встречается угорь.

## Рекреационное использование
У озера расположен Дом охотника Суражского лесхоза, а на окраине деревни Хоботы — охотничье-рыболовная база «Вымно».

## Вымнянское месторождение сапропеля
Месторождение кремнезёмистого сапропеля занимает около 74 % площади озерной чаши. Запасы оцениваются в 12,9 млн м³. Средняя толщина слоя 2,4, максимальная — 5,5 м. В сухом веществе содержится 1,1 % азота, 2,5 % калия, 0,3 % фосфатов. Водородный показатель (pH) 6,8. Сапропель пригоден для кольматирования почв.